# Autobahnanschlussstelle Wetzlar-Ost
Wetzlar-Ost ist die Bezeichnung für die Kreuzung der von Süd nach Nord führenden A 45 und der von West nach Ost führenden B 49. Die B 49 ist in diesem Bereich vierspurig ausgebaut, jedoch ohne Standstreifen, und hat baulich voneinander getrennte Fahrbahnen, weshalb die Anschlussstelle eher einem Autobahnkreuz ähnelt. 
Sie wickelt den Verkehr von der Autobahn in die Innenstädte von Wetzlar und Gießen und in die Gemeinde Lahnau ab, die unmittelbar an dieser Anschlussstelle liegt. Die B 49 führt als Kraftfahrstraße von Gießen nach Limburg.
Aus den nicht fertiggestellten Autobahn-Teilstücken der A 4 und der A 480 ergibt es sich, dass auch drei Europastraßen über die Anschlussstelle Wetzlar-Ost führen. Es sind dies die Europastraße 40 von Calais in Frankreich kommend in Richtung Bischkek in Kirgistan, die E 41 von Dortmund nach Altdorf in der Schweiz sowie die E 44 von Le Havre in Frankreich nach Gießen.
Dadurch ist diese Anschlussstelle für eine Autobahn-Bundesstraßen-Kreuzung überdurchschnittlich stark belastet. Sie wird täglich von etwa 90.000 Fahrzeugen befahren.